# North American XB-70
North American XB-70 Valkyrie (deutsch Walküre) war der Name eines US-amerikanischen Versuchsflugzeugs von North American Aviation Anfang der 1960er-Jahre. Ursprünglich sollte die Maschine als Nachfolger der B-52 in Serie gehen. Das Projekt wurde aber noch vor Baubeginn auf nur zwei Erprobungsträger reduziert. Die XB-70 sollte die Machbarkeit eines strategischen Mach-3-Bombers aufzeigen, daher auch der Zusatz „X“ für „eXperimental status“ im Namen. Die Eckdaten der konzipierten Maschine entsprachen der damaligen Doktrin, die große Flughöhen und extrem hohe Geschwindigkeiten für zukünftigen erfolgreichen Einsatz als notwendig erachtete.

## Geschichte

### Entwicklungsziel
Die XB-70 wurde bei Projektstart in Konkurrenz zu den Interkontinentalraketen einerseits und zu nuklear angetriebenen Flugzeugen andererseits gesehen. Das Ziel der Indienststellung der B-70 wurde jedoch aufgegeben. Ausschlaggebend war das hohe Risiko, dem ein Flugzeug durch Flugabwehrraketen ausgesetzt ist. Gleichzeitig hatte die UdSSR erhebliche Fortschritte in der Radartechnik gemacht. Für ein VHF-Radar wäre die B-70 schon auf etliche hundert Kilometer Entfernung sichtbar gewesen.
Mit dem Aufkommen ballistischer Raketen großer Reichweite und Tragfähigkeit führten die USA sowie die Sowjetunion wesentlich günstigere Interkontinentalraketen ein, die die B-70 genauso überflüssig machten wie die russische T-4. Trotzdem wurde die Entwicklung fortgesetzt, um experimentelle Erfahrungen zu sammeln. Die Forschungsergebnisse aus dem XB-70-Programm beeinflussten die US-Luftfahrt noch über Jahrzehnte hinweg.
Die Valkyrie ist gemessen an Größe und Geschwindigkeit eines der bemerkenswertesten Flugzeuge überhaupt. Technisch wies die XB-70 wie beispielsweise mit ihren sechs Strahltriebwerken viele Besonderheiten auf. Die Flügelspitzen konnten bei hohen Geschwindigkeiten um bis zu 65° nach unten geneigt werden, um den Widerstand zu verringern und die Stabilität zu verbessern. Bis heute sind dies die größten verstellbaren aerodynamischen Klappen an einem Flugzeug. Außerdem ist die Valkyrie eines der lautesten Flugzeuge, die jemals gebaut wurden. Sie ist mehr als doppelt so groß wie andere Flugzeuge dieser Geschwindigkeitsklasse wie die Lockheed SR-71 Blackbird.
Bei der XB-70 wurde zum ersten Mal bei einem Flugzeug Kompressionsauftrieb genutzt. Dabei wird die Schockwelle, die durch den Lufteinlauf entsteht, unter die Tragflächen geführt. So konnte ohne zusätzlichen Luftwiderstand beim Überschallflug der Auftrieb um 30 % erhöht werden. Bei der XB-70 wurde dies zusätzlich durch die Tragflächenspitzen unterstützt, wenn sie voll heruntergeklappt waren, indem diese weitere 5 % Kompressionsauftrieb erzeugten. Die heruntergeklappten Tragflächenspitzen erhöhten zusätzlich die Richtungsstabilität, sodass die Seitenleitwerke der XB-70 klein ausfallen konnten. Erst so konnte man annehmbare Reichweiten bei Mach 3 erreichen.
Insgesamt wurden 128 Flüge absolviert, davon 82 mit der AV/1. Versuchsflüge und Roll-Outs waren spektakuläre Ereignisse, oft mit prominenten Gästen.
Es wurde auch ein Abfangjäger entwickelt, der die B-70 während der ganzen Mission begleiten und beschützen sollte: die North American XF-108 Rapier. Sie kam jedoch nicht über das Projektstadium hinaus.
Die Streichung des XF-108-Programms und damit die Nichtproduktion der F-108 hatte eine negative Auswirkung auf das XB-70-Programm: So fehlte der zukünftigen B-70 der ursprünglich geplante Begleitschutz durch F-108. Des Weiteren hatte diese Streichung einen negativen Effekt auf die Anschaffungs- und Betriebskosten zukünftiger B-70, da mit dem Wegfall der F-108 viel weniger YJ93-GE-3-Turbojet-Triebwerke hergestellt worden wären.

### Projektverlauf
1955 forderte Air-Force-General Curtis LeMay ein Nachfolgemodell für die seiner Meinung nach ab 1965 auslaufende B-52, welche zu diesem Zeitpunkt noch nicht eingeführt war. Es sollte mit Überschallmarschgeschwindigkeit in den gegnerischen Luftraum eindringen und ab 1964 eingeführt werden. Das Projekt wurde unter dem Namen „CPA“ (chemical powered aircraft) WS-110A als B-70-Bomber gestartet. Geplant waren vom Strategic Air Command 250 Bomber, die laut dem US-Verteidigungsminister Robert McNamara (unter der Regierung John F. Kennedy) ca. 10 Mrd. US-Dollar kosten würden. Dies war ihm zu teuer und er stoppte 1961 das Projekt „B-70“ mit Rückendeckung von Kennedy.
Da aber schon bis 1961 mehr als 360 Mio. US-Dollar an Forschung und Entwicklung ausgegeben waren und in Europa das Überschallflugzeug Concorde angekündigt worden war, einigte man sich auf den Bau von drei Erprobungsflugzeugen XB-70 AV-1 bis AV-3. Die erste Valkyrie AV-1 (USAF-Seriennr. 62-0001) flog zum ersten Mal am 21. September 1964. Am 24. März 1965 startete sie mit einem Gewicht von über 500.000 Pfund, dem höchsten Gewicht, mit welchem je ein Flugzeug bis zu jenem Zeitpunkt abgehoben hatte. Die zweite, AV-2, flog am 17. Juli 1965. Ein Mach-3-Flug wurde erstmals am 14. Oktober 1965 durchgeführt, zeigte aber schwere strukturelle Schwächen der AV-1 auf, die daraufhin auf Mach 2,5 beschränkt wurde. Der Bau von AV-2 erfolgte zeitlich versetzt zur AV-1, so dass Erkenntnisse vom Bau der ersten Maschine direkt einfließen konnten. Somit wies die AV-2 vielfältige technische Verbesserungen auf und konnte letztlich dauerhaft mit Mach 3 fliegen, im Gegensatz zu anderen Kampfflugzeugen, die, wenn überhaupt, nur für wenige Minuten mit dieser hohen Geschwindigkeit fliegen können. AV-2 erreichte am 3. Januar 1966 zum ersten Mal Mach 3. Bis Juni 1966 wurden neun Flüge mit dieser Geschwindigkeit durchgeführt. Die dritte Maschine AV-3 wurde kurz vor der Endmontage gestoppt. Die drei Testflugzeuge sollten auch die Grundlagen für das Projekt SST, ein Projekt eines Mach 3 schnellen Verkehrsflugzeuges, erforschen. Die AV-3 war jedoch als Bomber B-70 mit vier Mann Besatzung, computergestützter Sternnavigation, IBM-Radar und -Digitalrechner und kurzen Bodenverweilzeiten (20 Minuten in der Luft ab Kaltstart und 7 Minuten zwischen Landung und erneutem Start) konzipiert.
Insgesamt wurden von der AV-1 63 Flüge mit einer Gesamtdauer von 160 Stunden und 16 Minuten durchgeführt; die AV-2 sammelte insgesamt 92 Stunden 22 Minuten bei 46 Flügen.

### Flugunfall

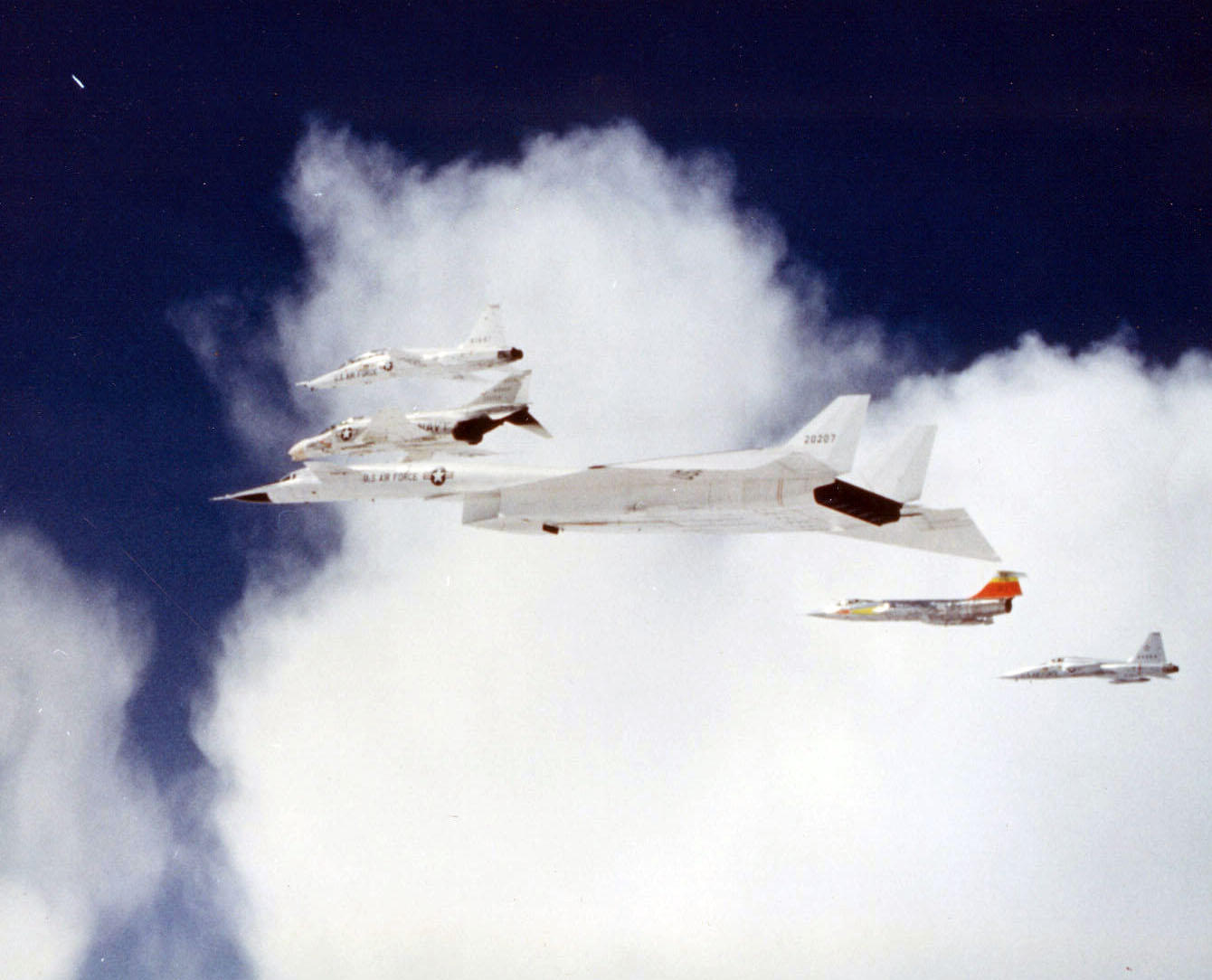
Die Formation wie geplant

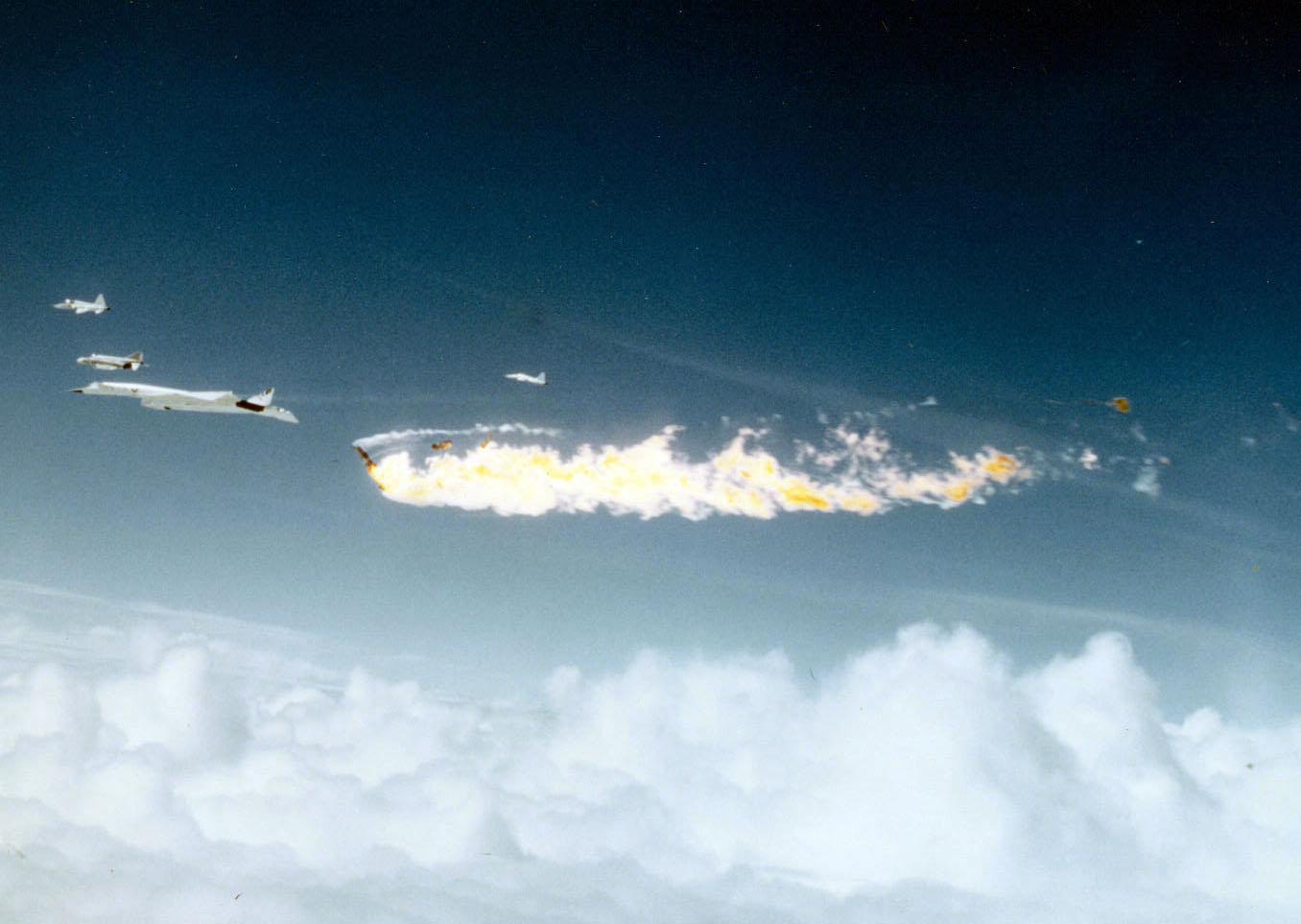
Unmittelbar nach dem Zusammenstoß: das Heckleitwerk der Valkyrie ist abgerissen, die F-104 in Flammen

Am 8. Juni 1966 absolvierten mehrere US-amerikanische Militärflugzeuge (u. a. die Valkyrie XB-70 AV-2, F-104 Starfighter, F-4 Phantom, Northrop T-38 Talon sowie eine Northrop F-5) einen Formationsflug für einen Fototermin, bei dem die bekanntesten Flugzeuge der United States Air Force mit General-Electric-Triebwerken auf einem Foto vereint werden sollten. Kurz bevor sich die Formation nach dem eigentlichen Fototermin auflösen sollte, kam die F-104 aus der Formation – ohne Aufforderung oder Anweisung dazu – der XB-70 zu nahe.
Die F-104 berührte die rechte Tragfläche der XB-70, mutmaßlich auf Grund von Wirbelschleppen, die von der sehr viel größeren XB-70 und deren halb nach unten geschwenkten Flächenenden erzeugt wurden. Danach wurde die F-104 durch den Luftstrom der XB-70 über deren Delta-Flügelfläche gesaugt. Dort drehte sie sich um 180°, kollidierte etwa entlang der Mitte mit der Tragfläche der XB-70 und riss ihr dabei beide Seitenleitwerke ab. Der Pilot der F-104, Joe Walker, zu dieser Zeit oberster Testpilot der NASA, war sofort tot. Die XB-70 flog noch zirka 16 Sekunden in normaler Fluglage weiter, bevor sie in eine Rollbewegung überging und bei abnehmender Manövrierbarkeit schließlich nördlich von Barstow auf dem Boden aufschlug.
Dem gerade erst zum Valkyrie-Programm gestoßenen Copilot der XB-70, Carl Cross, war es auf seinem ersten Flug auf dem Typ nicht mehr gelungen, sich zu retten. Er hatte vermutlich zu lange gewartet und aufgrund der hohen Fliehkräfte versagte im späteren Verlauf des Absturzvorgangs der Mechanismus, der den Sitz in das ausschießbare Rettungskapselsystem zurückschieben sollte. Al White, der Pilot der XB-70 und gleichzeitige Chefpilot von North American und des Valkyrie-Projekts, konnte die Rettungskapsel auslösen und landete mit ihr am Boden, wobei er sich jedoch aufgrund des nicht ausgelösten Luftkissens verletzte. Er flog bereits ein halbes Jahr später wieder für die NASA, jedoch nie wieder mit der anderen verbleibenden XB-70.

### Projektende und Verbleib
Nach dem Verlust der AV-2 wurde das Programm noch eine Zeitlang mit der verbleibenden AV-1 – letztlich unter der Federführung der NASA – weitergeführt und mit dem Überführungsflug am 4. Februar 1969 zur Wright-Patterson Air Force Base bei Dayton (Ohio) beendet. Die AV-1 – die einzige erhalten gebliebene XB-70 Valkyrie – kann heute im National Museum of the United States Air Force in Dayton (Ohio) besichtigt werden.

## Technische Beschreibung

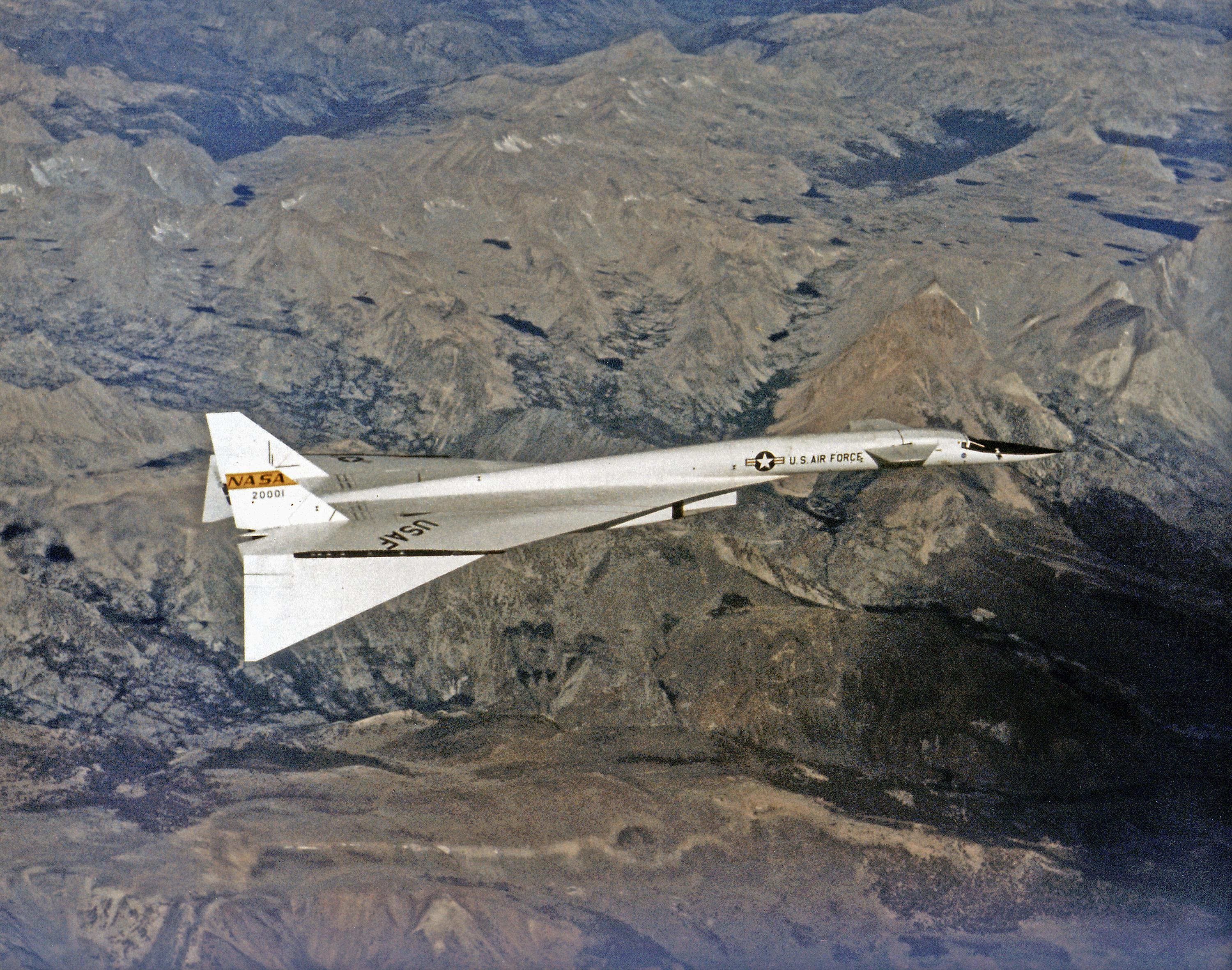
Die North American XB-70 Valkyrie im Flug mit heruntergeklappten Tragflächenspitzen

### Konzept und Hauptschwachpunkt
Das Konzept sah einen strategischen Überschall-Nuklearbomber mit interkontinentaler Reichweite und extrem hoher Eindringgeschwindigkeit von dauerhaft mehr als Mach 3 vor. Die von Boeing und North American anfangs ins Spiel gebrachten Vorschläge lösten bei der USAF-Führung jedoch nur strikte Ablehnung aus. Boeing war bis dato der fast alleinige Hersteller für strategische Bomber (B-47 und B-52), aber der zweite Entwurf von North American machte schließlich aufgrund der langen Windkanalerprobung und des eindeutig besseren Konzepts (nur er nutzte den Kompressionsauftrieb) das Rennen um die mögliche Nachfolge der B-52. Die meisten Jets konnten ihre Höchstgeschwindigkeit nur sehr kurz halten. Die B-70 war für lange Flugzeiten mit Höchstgeschwindigkeit konzipiert. Zeitgleich wurden aber aufgrund umfangreicher Forschungsarbeiten von Lockheed für den Auftraggeber CIA viele grundlegende Erkenntnisse über die Ortung von Flugzeugen mittels Radar dazugewonnen. Diese Erkenntnisse sprachen gegen einen erfolgreichen Einsatz. Auch die anfangs als sicher vor Raketen geglaubte Reiseflughöhe stellte sich inzwischen als überholt dar. Das Bomberkonzept B-70 wurde daher schon relativ früh vor Baubeginn vom US-Verteidigungsministerium auf drei, später zwei Erprobungsflugzeuge reduziert.

### Bauweise
Die XB-70 war ein Ganzmetall-Tiefdecker, zum größten Teil in Stahlsandwichbauweise mit Delta- und Entenflügeln. Dazu mussten grundlegend neue Verfahren, wie Elektronenstrahlschweißen im Vakuum, für so große Baugruppen entwickelt werden. Die zu erwartenden hohen Temperaturen an Rumpf- und Flächenspitzen machten den Einsatz von Edelstahl und Titan notwendig. Das weniger temperaturbeständige Aluminium konnte nur in geringer exponierten und belasteten Bereichen verwendet werden. Edelstahl besitzt allerdings eine im Verhältnis zu seinem Gewicht geringere Festigkeit als Aluminium. Daher wurden viele Baugruppen zur Gewichtsreduktion in Wabenverbundbauweise hergestellt. Dies erhöhte die Entwicklungs- und Fertigungskosten dramatisch.

### Flugwerk und Flugeigenschaften
Die Deltatragfläche hatte eine Vorderkantenpfeilung von 65,57° mit annähernd gerade verlaufenden Nasenleisten, die außerhalb der Rumpfkontur unterhalb des Vorderrumpfes und oberhalb der senkrechten Separationskante des Lufteinlaufes mittig zusammenliefen. Bei der AV-2 wurde aufgrund der Flugerfahrungen mit der AV-1 zur Verbesserung der Längsstabilität der Tragflügel mit einer V-Form von 5° gestaltet. Bei etwa zwei Dritteln der Halbspannweite war eine längs angeordnete Scharnierlinie vorhanden, an der die Außenflügel je nach Geschwindigkeit und aerodynamischen Erfordernissen im Flug nach unten geklappt werden konnten. Ab etwa Mach 2,5 wurden die beiden Tragflächenenden bis maximal 64,5° beim ersten Prototyp und 69,5° beim zweiten nach unten geklappt. Dies erhöhte den Wirkungsgrad des Kompressionseffekts und verbesserte die Richtungsstabilität. Dadurch konnten wesentlich größere Reichweiten als mit herkömmlichen Konzepten erreicht werden. Der extrem lange und schlanke vordere Rumpf erzeugte bei Seitenwind ein hohes Giermoment (Drehmoment um die Hochachse). Der Schwer- und Auftriebspunkt lagen jedoch weit hinten. Um eine ausreichende Stabilität um die Hochachse zu erreichen, wurden zwei große hydraulisch betätigte Seitenleitwerke notwendig. Die ebenfalls hydraulisch angetriebenen Höhen- und Querruder wurden kombiniert als Elevon ausgeführt. Um die Verwirbelung und somit den Luftwiderstand zu reduzieren, wurden die Klappen mehrfach unterteilt und somit sehr schmal ausgeführt. Das reduzierte auch die Betätigungskräfte auf erträgliche Werte. Die herunterklappbaren Flächenenden erforderten eine aufwendige und starke Hydraulikanlage in den Tragflächen. Durch die Entenflügelbauweise mit dem sehr weit vorn liegenden Höhenruder war das Überziehverhalten sehr gutmütig. Bei den Landungen bewirkte der typische Bodeneffekt von Deltaflüglern ein sehr weiches Aufsetzen. Die Langsamflugeigenschaften der XB-70 waren ebenso deltatypisch ausgesprochen gutmütig und besser als erwartet.

### Rumpf und Cockpit

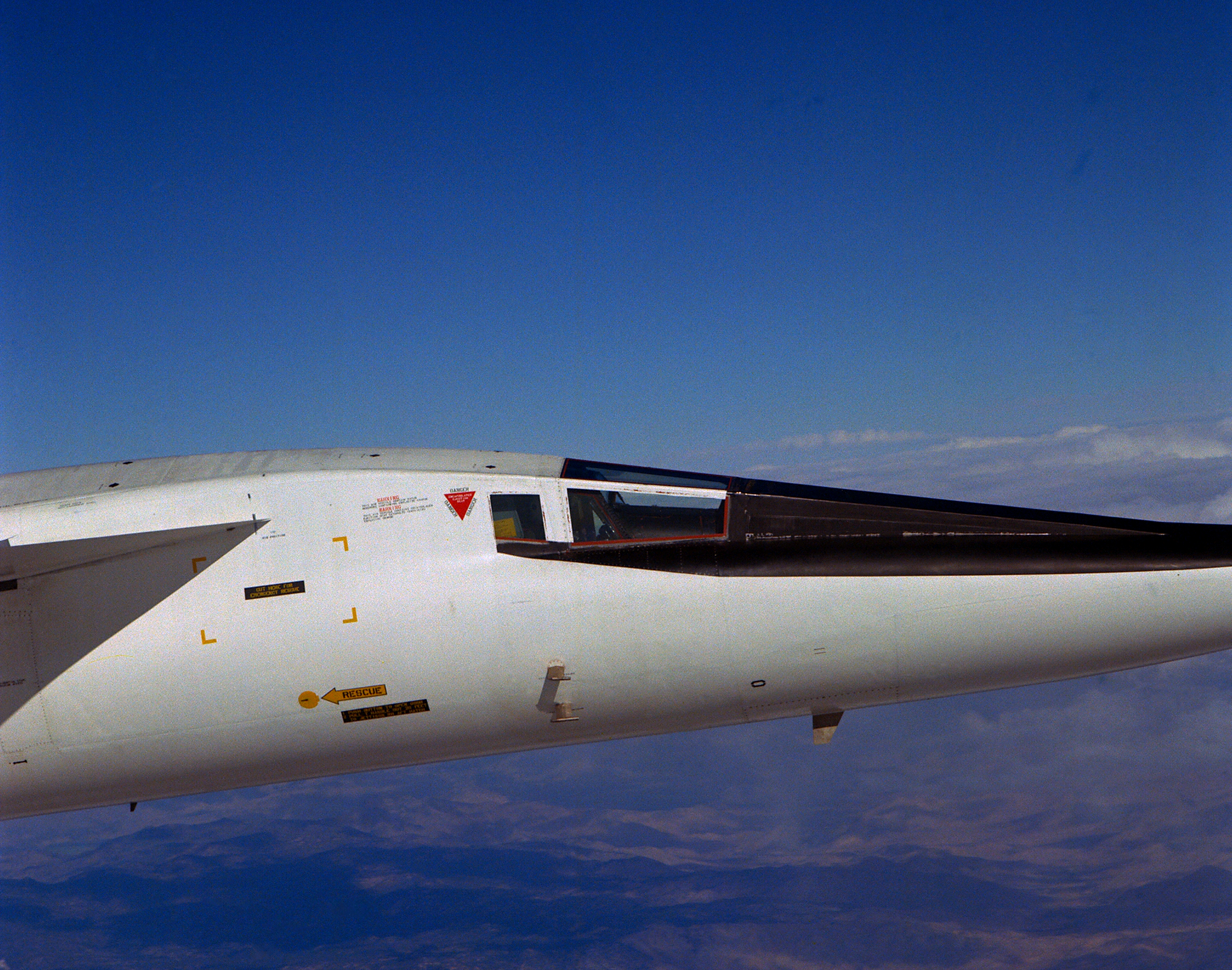
Cockpit mit für Schnellflug hochgefahrenem Visier

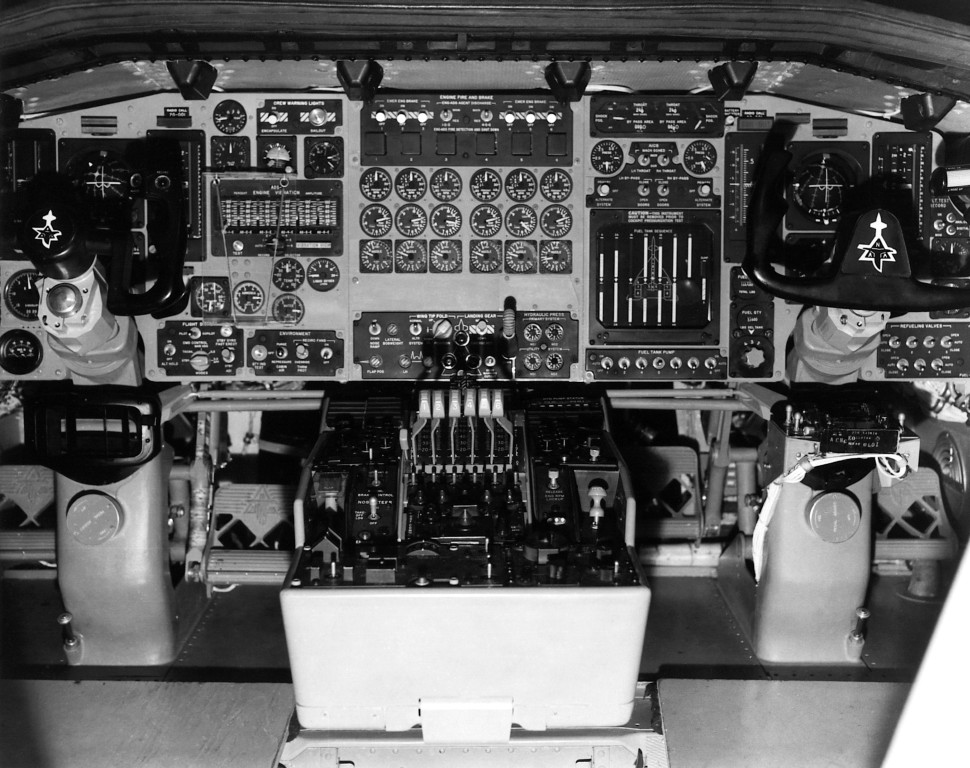
Cockpit der North American XB-70

Der fast kreisrunde Vorderrumpf wurde in Halbschalenbauweise als komplette Baugruppe vormontiert und am Stück an den Hauptrumpf mit Tragflächen aufgesetzt. Im weiteren Verlauf nach hinten ging der obere Rumpfhalbquerschitt auf die fast ebene Tragflächenoberseite über. In diesem Bereich befand sich kurz vor dem hinteren Auslaufen des Rumpfrückens ein Schacht für drei Bremsschirme mit je 28 Fuß (ca. 8,50 m) Durchmesser zum Abbremsen nach der Landung.
Unter dem Tragflächendelta hatte das Rumpfunterteil einen rechteckigen Querschnitt, dessen Breite von der Trennkante der beiden Lufteinlässe nach hinten keilförmig zugenommen hat, und welches im Heck in die Triebwerksverkleidung für die sechs nebeneinander angeordneten Turbojet-Triebwerke überging. Dieses Rumpfunterteil enthielt neben der Triebwerkstechnik mit der Ansaugluftführung noch die Fahrwerke und den Bombenschacht.
Für den Hochgeschwindigkeitsflug mussten die vorderen Cockpitfenster mit einer Art Visier möglichst flach gestellt werden. Das hätte zu einer extrem schlechten Sicht bei Start und Landung geführt. Deshalb konnte dieses Frontscheibenvisier mit einer aufwendigen Mechanik beim Unterschallflug heruntergeschwenkt werden. Das Cockpit der Maschinen AV-1 und AV-2 war für zwei Mann (Kommandant und Copilot) mit Doppelsteuerung ausgelegt. Das Zweimanncockpit brachte eine hohe Arbeitsbelastung der Besatzung mit sich. Die B-52 und die B-1 als Beispiel haben für Navigation, Funk sowie Angriffs- und Abwehrsysteme weitere Besatzungsmitglieder an Bord. Der Prototyp AV-3 hätte dann auch ein Viermanncockpit erhalten.

### Fahrwerk
Das Dreibeinfahrwerk musste eine Startmasse von maximal 249 t tragen. Aufgrund des hohen Landegewichts und der Landegeschwindigkeit wurden – um das Fahrwerk und die Reifen zu schonen – alle Landungen mit einem sehr flachen Anflug mit möglichst nur etwa 1,2 bis 1,5° Sinkwinkel absolviert.
Das Hauptfahrwerk war mit je vier Hochdruckreifen versehen. Diese wurden mit einer silberfarbenen Aluminiumbeschichtung versehen, um die hohen Temperaturen im Flug vom empfindlichen Gummi fernzuhalten. Den zwei Hauptfahrwerken standen nur zwei relativ kleine Fahrwerksschächte neben den Lufteinlasskanälen zur Verfügung. Zum Einfahren war eine Sequenz erforderlich, bei der die Hauptfahrwerksbeine in zwei Achsen nacheinander um je 90° geschwenkt werden mussten. Dieser Ablauf war sehr aufwendig, wurde lang getestet und optimiert, bereitete aber bei den ersten Flügen noch Probleme. Zwischen den Achsen der Hauptbereifung war ein kleineres, ungebremstes Referenzrad vorhanden, welches ohne Einfluss des beim Bremsen entstehenden Schlupfes die Geschwindigkeitsinformation für den Bremscomputer lieferte, der wiederum das automatische Anti-Skid-System ansteuerte.
Das Bugfahrwerk war mit Zwillingsbereifung ausgeführt und zentral hinter den Triebwerks-Lufteinlassöffnungen angeordnet. Es war nach hinten einfahrbar und musste von der Hydraulik daher gegen den Fahrtwind ausgefahren werden; der sehr beschränkte Platz zwischen den Lufteinlasskanälen ließ keine andere funktionssicherere Lösung zu.

### Triebwerke und Treibstoff

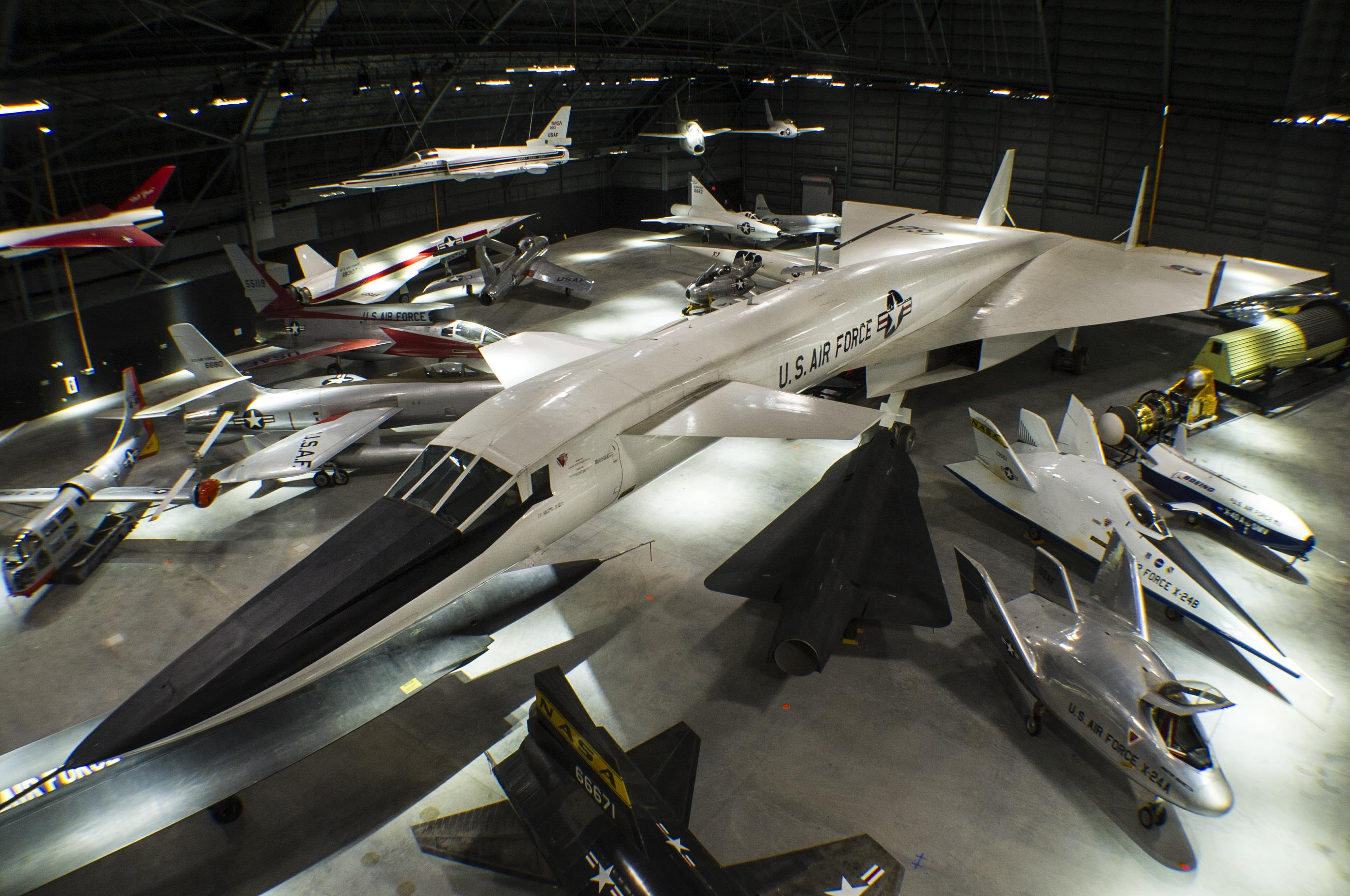
Die erhaltene XB-70 (zentral) im National Museum of the United States Air Force in Dayton (Ohio)

Die sechs General Electric YJ93-GE-3-Turbojet-Triebwerke der XB-70 gehörten zu den weltweit wenigen Triebwerken, die für Mach 3 ausgelegt wurden. Mit Nachbrenner erreichten sie zusammen fast 830 kN Schub. Die Triebwerke wurden aus dem GE J79(-X275) entwickelt und waren auch die Grundlage für das spätere GE4-Triebwerk. Bei Messflügen wurden Höhen von etwa 24.500 m (~80.000 ft) erreicht. Die YJ-93-Triebwerke wurden für langen Betrieb mit Nachbrennern konzipiert. Der Treibstoffverbrauch steigt jedoch im Nachbrennerbetrieb auf fast das Dreifache an.
Nur durch die Verwendung von energiereichen Bor-Treibstoffen, sogenannten High-Energy-Fuels (HEF), in den Nachbrennern, die im Reiseflug bei Mach 3 laufen sollten, wäre (nach den Planungen) die geforderte Reichweite möglich gewesen. Die einzelnen Treibstoffkandidaten in diesem Programm wurden durchnummeriert. Dazu sollte die XB-70 ursprünglich mit General Electric YJ93-GE-5-Turbojet-Triebwerken ausgestattet werden. Diese sollten in ihren Nachbrennern nicht JP-4, sondern das hochgiftige HEF-3 Ethyldekaboran mit einem wesentlich höheren Heizwert von 25.000 BTU/Ib (~16 kWh/kg) (JP-4 hat nur einen Heizwert von 18.000 BTU/Ib (~11,6 kWh/kg)) verwenden. Für später plante man die Verwendung von HEF-4 Methyldekaboran im ganzen Triebwerk. 1959 wurden die giftigen Borantreibstoffe gestrichen, woraufhin das inzwischen neu entwickelte JP-6 im gesamten Triebwerk verwendet wurde. JP-6 besaß eine höhere Energiedichte als JP-4 und widerstand höheren Temperaturen. Mit einem zusätzlichen Tank konnte auch so die geplante Reichweite erreicht werden.
Je ein Lufteinlass versorgte über eine Diffusorkammer drei der Triebwerke. Die bei Höchstgeschwindigkeit sehr schnell einströmende Luft wurde durch die zwei Einlässe in zwei große sich nach hinten weitende Kammern geführt, um die Geschwindigkeit beim Expandieren bis zum Verdichtereintritt auf zulässige, subsonische Geschwindigkeit zu reduzieren. Vor den Triebwerken waren oben in der Diffusorkammer Klappen angeordnet, mit diesen konnte im Hochgeschwindigkeitsflug überschüssige Luft auf die Rumpfoberseite abgeleitet werden. Das vordere Ende der zentralen Trennwand zwischen den beiden Einströmkanälen war als Schneide ausgebildet und lenkte die Schockwellen bei über Mach 1 an den Einlassöffnungen nach außen vorbei. Die turbulente Grenzschicht von der Rumpfunterseite wurde am Einlass vorbeigelenkt. Die Spitze genau dieses Grenzschichtabscheiders vorne oben am Einlass löste sich bei einem Hochgeschwindigkeitstestflug, drang in den rechten Schacht ein, zerstörte Triebwerk Nr. 5 und beschädigte dabei auch die Zelle. Durch sofortiges Stilllegen konnte der Flug mit den restlichen Triebwerken sicher zu Ende geführt werden. Das relativ niedrige Schub-Gewicht-Verhältnis von 0,34 (Tonnen Schub auf eine Tonne Gewicht) machte sehr lange Startbahnen notwendig. Die hohe Differenz von 180 t zwischen dem Leergewicht (68 t) und dem maximalen Startgewicht (249 t) ließ jedoch auf gute Flugparameter beim Erreichen der Marschflughöhe schließen. Die Triebwerksaufhängungen und -anschlüsse waren so konzipiert, dass ein defektes Triebwerk auf dem Flugfeld in nur 25 Minuten getauscht werden konnte.

### Radarsignatur (RCS)
Der sehr große Radarquerschnitt – durch die großen äußeren ebenen Flächen des Lufteinlaufs verursacht – gab letztendlich den Ausschlag zur Kürzung des B-70-Programms auf nur zwei Versuchsflugzeuge XB-70. Da die XB-70 sehr große rechteckige Lufteinlässe und auch dazu noch sechs Turbinen hatte, war das Radarecho sehr groß. Problematisch war auch die Seitenleitwerksanordnung, die zum Rumpf rechte Winkel bildete.

### Tank
Die Tragflächen verfügten über drei Tanks pro Seite. Im Rumpf der XB-70 waren weitere fünf Tanks untergebracht. Bei der ersten XB-70 war jedoch einer der Rumpftanks nicht verwendbar. Eine Luftbetankung war für AV-1 und AV-2 nicht vorgesehen, während dies für die später stornierte Maschine AV-3 sogar bei Überschallgeschwindigkeit geplant war. Dazu sollte AV-2 zeitweise als Tanker umgerüstet und mit einem Tankausleger („Boom“) versehen werden. Bei diesem Konzept sollte im Einsatzfall eine B-70 als Tanker eine bis drei andere B-70 (als Bomber) begleiten und so deren Reichweite erhöhen. Ein ähnliches Einsatzkonzept wurde gut 15 Jahre später beim MRCA Panavia Tornado realisiert.
Um den bei steigender Geschwindigkeit nach hinten wandernden Auftriebspunkt auszugleichen, konnte Treibstoff im Flug nach hinten gepumpt werden, um den Schwerpunkt wieder deckungsgleich mit dem Auftriebspunkt zu bringen. Andernfalls hätte die Verschiebung aerodynamisch mit der Klappenstellung ausgetrimmt werden müssen. Das wiederum hätte den induzierten Luftwiderstand erhöht und somit die Geschwindigkeit und Reichweite reduziert.
Ein großes Problem war die hohe Längenausdehnung durch die Erwärmung beim Hochgeschwindigkeitsflug und somit das Abdichten der Tanks. Die Ausgasung der Treibstoffe wäre ein hohes Gefahrenpotential gewesen. Deshalb wurden die Tanks mit Stickstoff beaufschlagt, damit sich innerhalb der Tanks kein explosionsfähiges Treibstoff-Luft-Gemisch bilden konnte.

### Rettungssystem

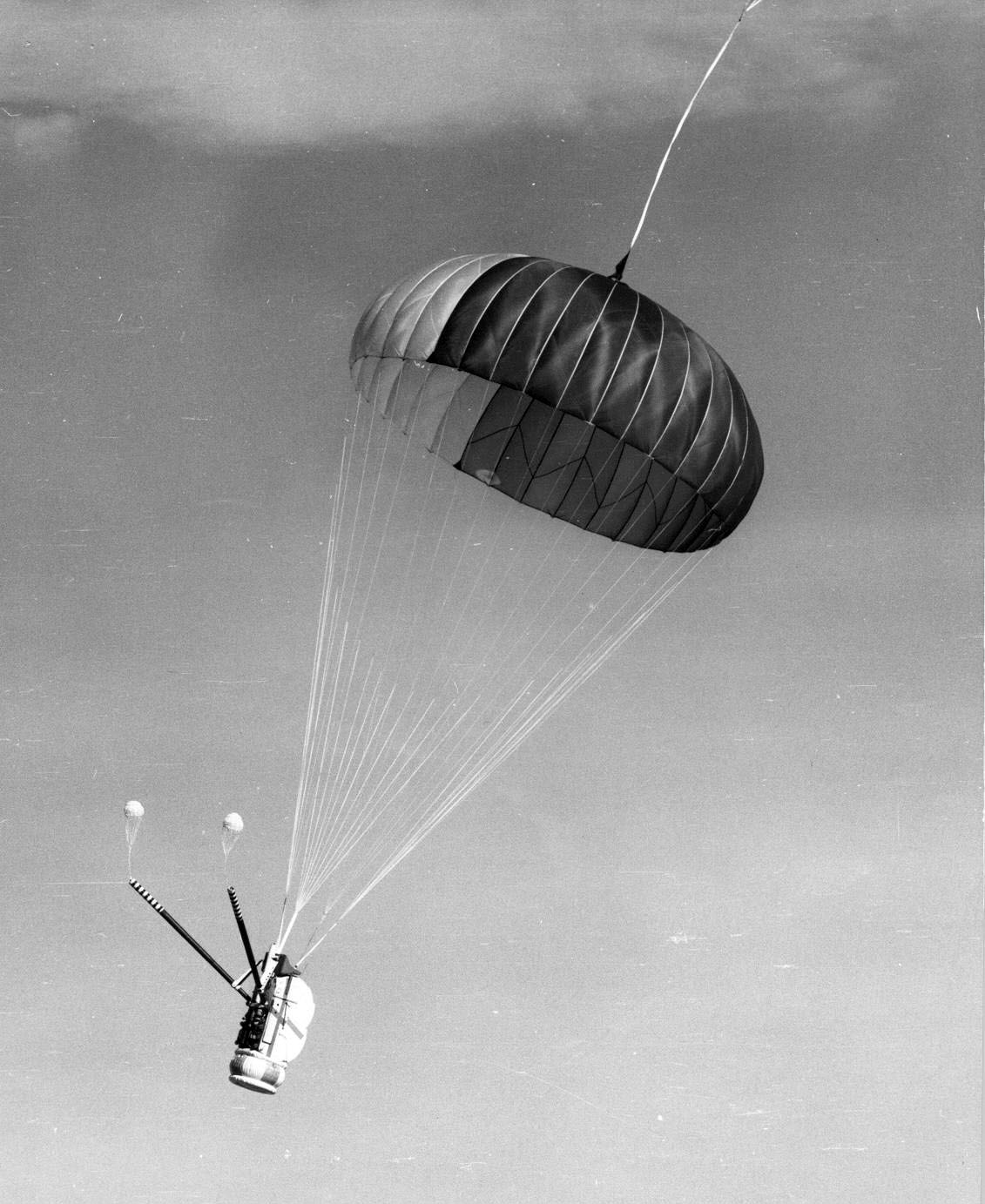
Rettungskapsel der XB-70 während eines Tests

Bei Geschwindigkeiten über Mach 2+ ist ein herkömmlicher Schleudersitz nicht mehr zweckmäßig. Bei diesen hohen Geschwindigkeiten besteht die Gefahr, dass der starke Fahrtwind beim Ausschuss den Druckanzug zerstört, was in der dünnen Höhenluft zur sofortigen Dekompression und damit aller Wahrscheinlichkeit nach zum Tode geführt hätte.
Daher wurde eine Rettungskapsel ähnlich wie bei der B-58 verwendet: Vor dem Ausschuss wurde der Schleudersitz in einer Schiene schnell ein Stück nach hinten gefahren. Arme und Beine wurden durch Rückholgurte an den Körper herangezogen. Ein Schutzvisier klappte sich von hinten über den gesamten Schleudersitz samt Insassen und bildete eine Kapsel, in der der Insasse vor dem Angriff des Fahrtwindes beim Verlassen des Cockpits geschützt war. Erst danach wurde der so gekapselte Sitz nach oben durch die Rumpfdecke ausgeschossen. Nach dem Ausschuss musste sich die Schutzkapsel nach der Abbremsung auf niedrigere Geschwindigkeit wieder vom Sitz lösen. Ab diesem Zeitpunkt war die Funktion analog der eines normalen Schleudersitzes, der den Piloten über die Sitztrennung freigibt.
Beim Absturz der Maschine Nr. 2 rettete das System zwar das Leben des Piloten Al White, aber es verletzte seinen rechten Ellenbogen schwer. Aufgrund der starken Fliehkräfte beim Trudeln konnte der Copilot Carl Cross entweder das System nicht mehr auslösen oder es versagte bei ihm.

### Zuladung
Um den Luftwiderstand und das Radarecho niedrig zu halten und die Reichweite möglichst hoch zu bringen, mussten die konzipierten Waffenzuladungen in einem internen Bombenschacht mit großen Klappen mitgeführt werden. Diese unbenutzten Räume nahmen während der Erprobung die damals noch schweren Messgeräte und Sensorik auf. Das maximale Startgewicht lag um 266 % über dem Leergewicht, was den extremen Leichtbau bei hoher Tankkapazität und Zuladung erkennen lässt.

## Technische Daten
| Kenngröße                     | Daten XB-70A Valkyrie                                                 |
| ----------------------------- | --------------------------------------------------------------------- |
| Typ                           | Prototyp eines schweren strategischen Hochgeschwindigkeitsbombers     |
| Besatzung                     | 2                                                                     |
| Länge                         | 59,74 m                                                               |
| Spannweite                    | 32,03 m                                                               |
| Höhe                          | 9,12 m                                                                |
| Flügelfläche                  | 585,62 m²                                                             |
| Flächenbelastung              | 414,7 kg/m²                                                           |
| Leermasse                     | ca. 68.400 kg                                                         |
| normale Startmasse            | 238.350 kg                                                            |
| max. Startmasse (MTOW)        | 249.500 kg                                                            |
| Marschgeschwindigkeit         | 3163 km/h                                                             |
| Höchstgeschwindigkeit         | Mach 3,08 bzw. 3249 km/h in 22.250 m Höhe                             |
| Dienstgipfelhöhe              | 21.336 m                                                              |
| max. Flughöhe                 | 24.385 m                                                              |
| Reichweite                    | ca. 6.900 km                                                          |
| Bewaffnung                    | bis zu 14 nukleare Freifallbomben in einem internen Waffenschacht (1) |
| Triebwerke                    | sechs General Electric YJ93-GE-3-Strahltriebwerke mit je 137,9 kN     |
| Schubkraft-Gewicht-Verhältnis | 0,338 (bei Leermasse 1,233)                                           |
| Gesamtkosten                  | ca. 1,5 Mrd. US-Dollar (2)                                            |

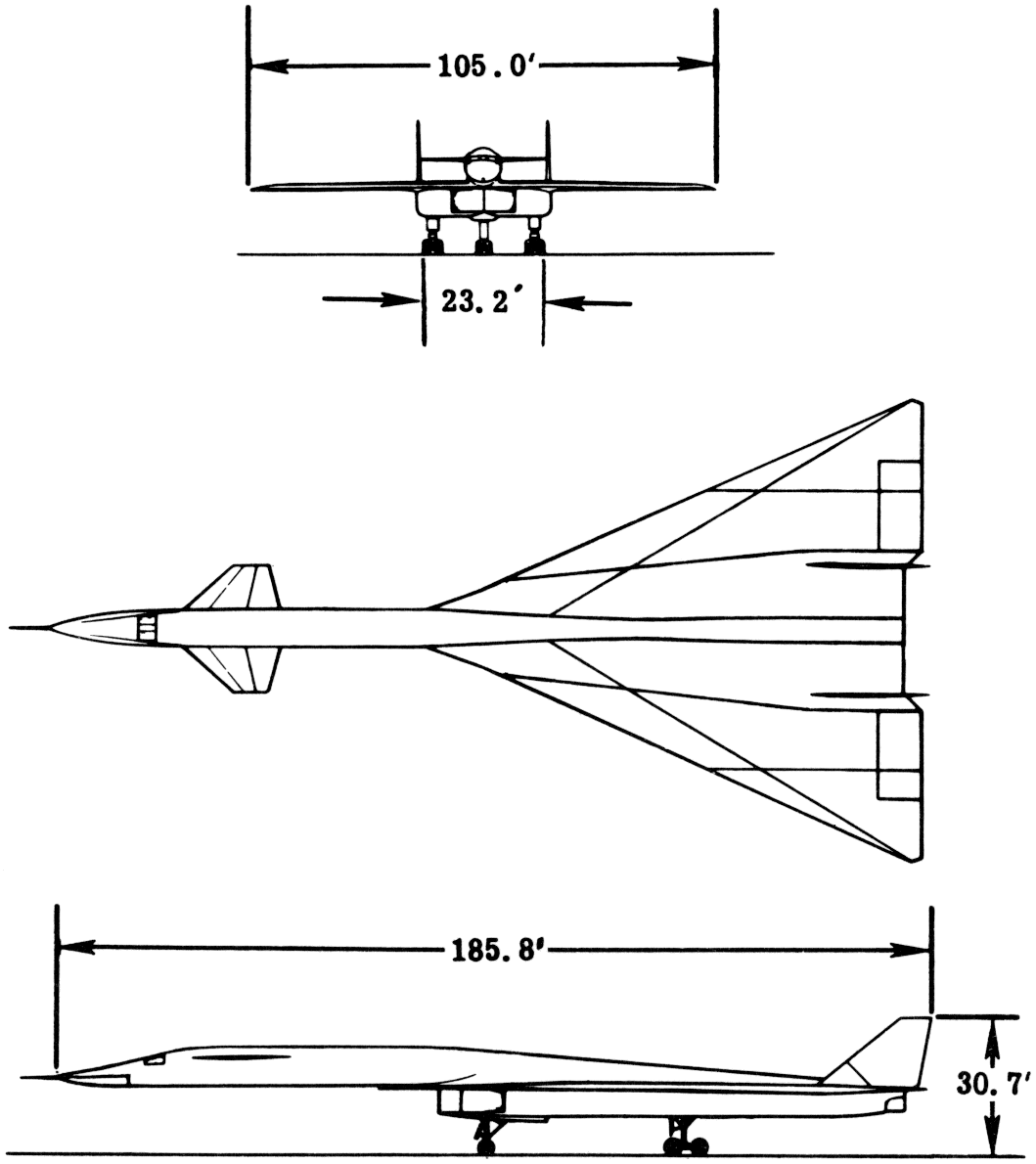
North American XB-70 Valkyrie

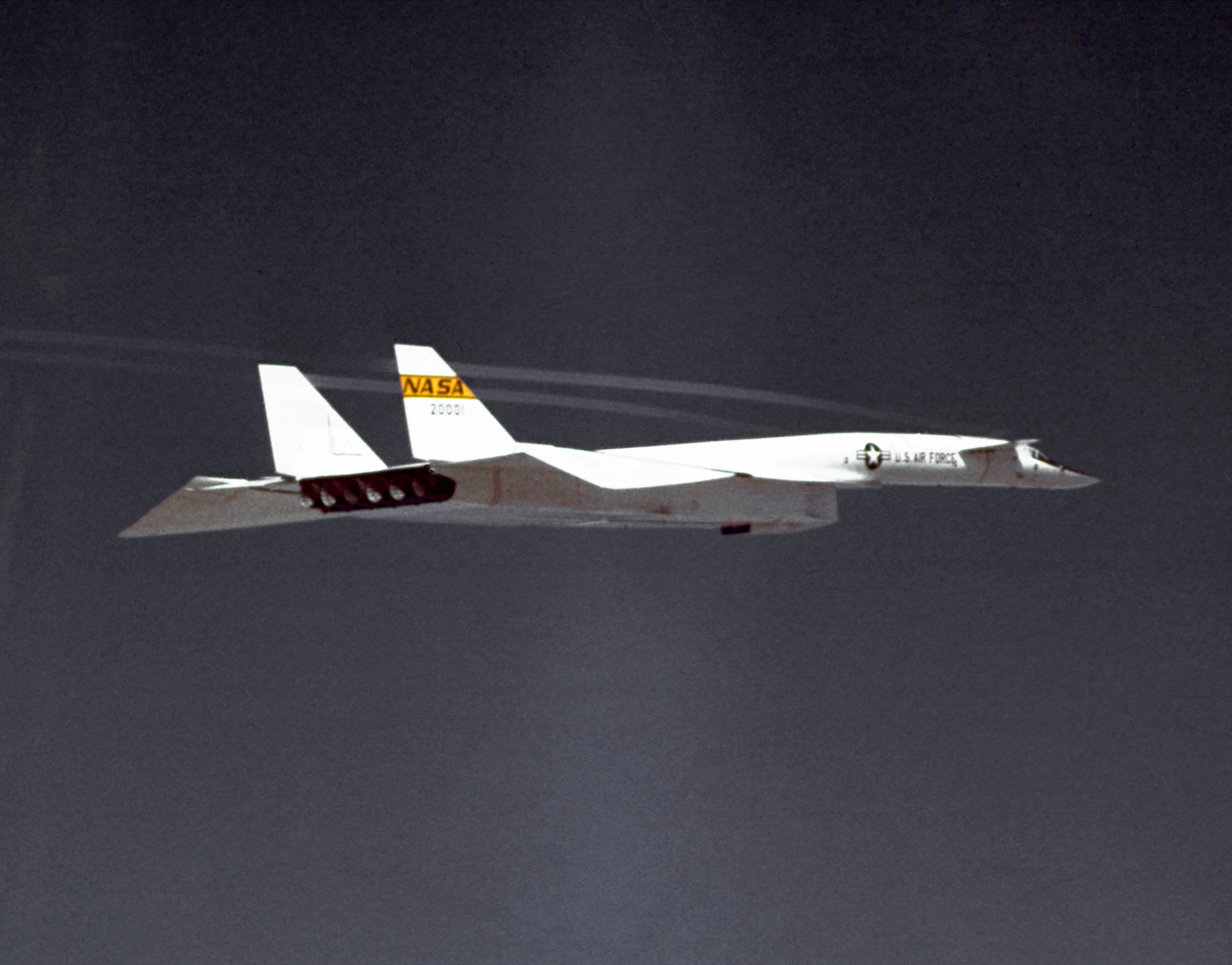
Mach-3-Bomber North American XB-70

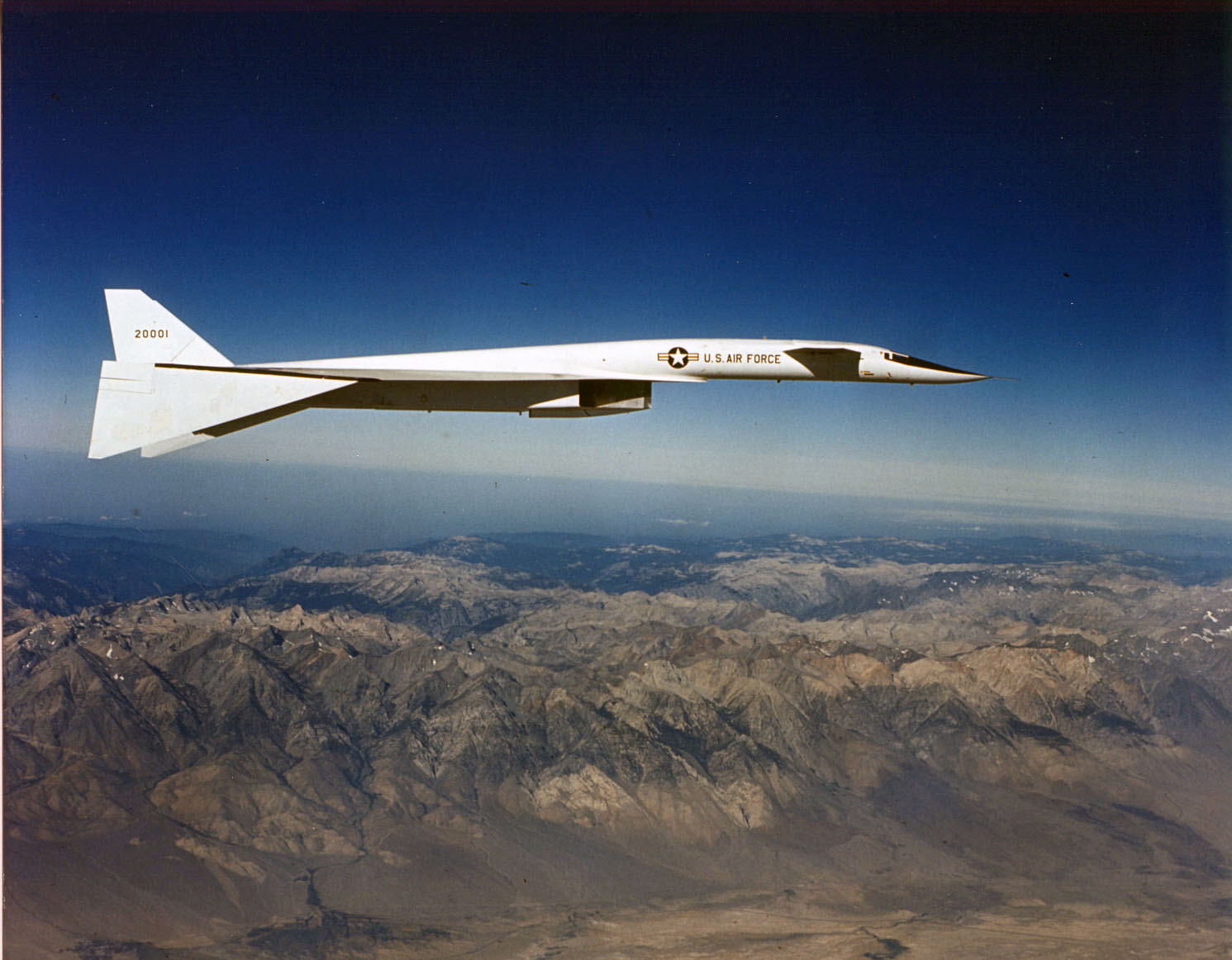
XB-70A Valkyrie AV/1 im Flug

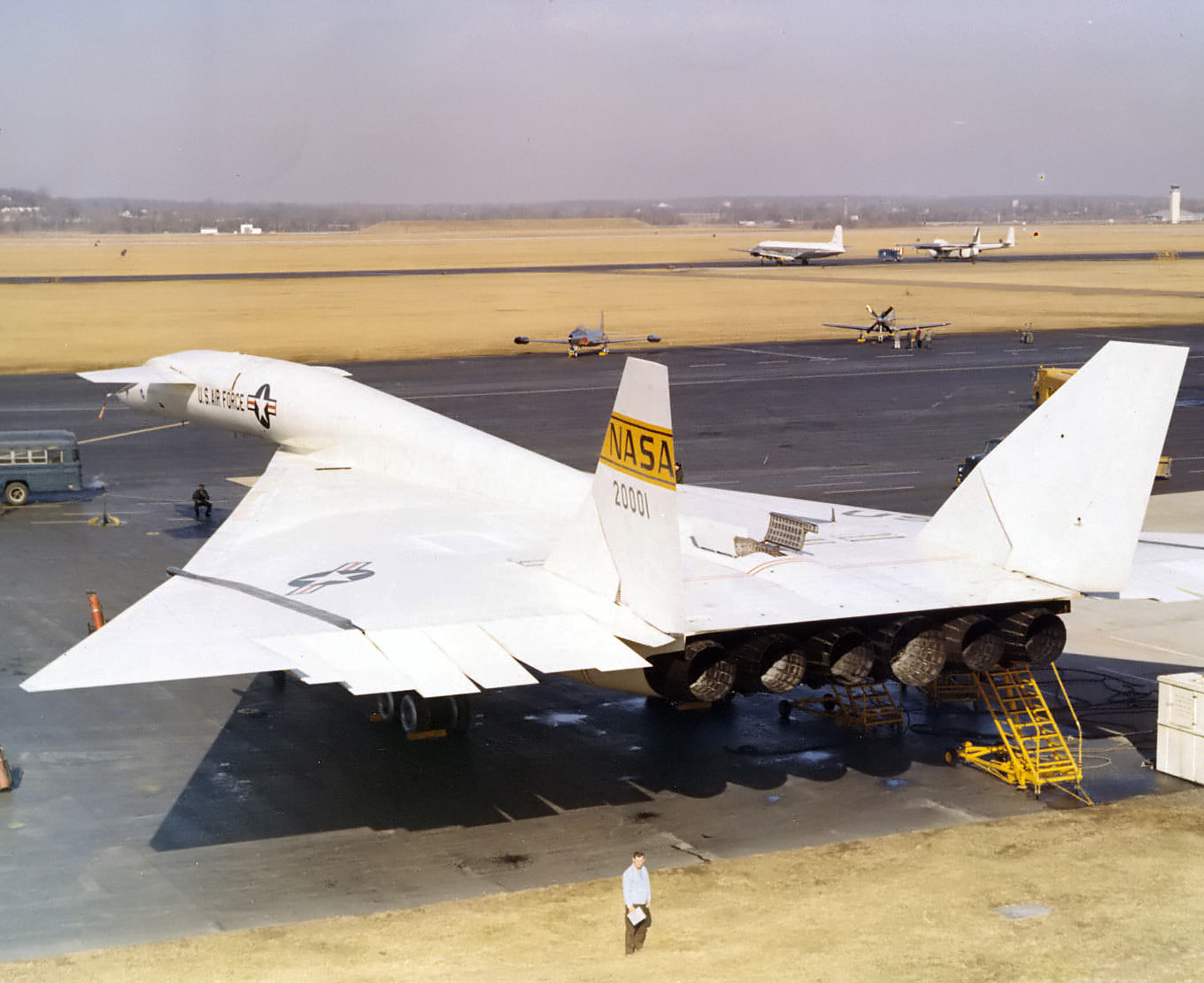
Heckansicht der XB-70 auf der Wright-Patterson AFB

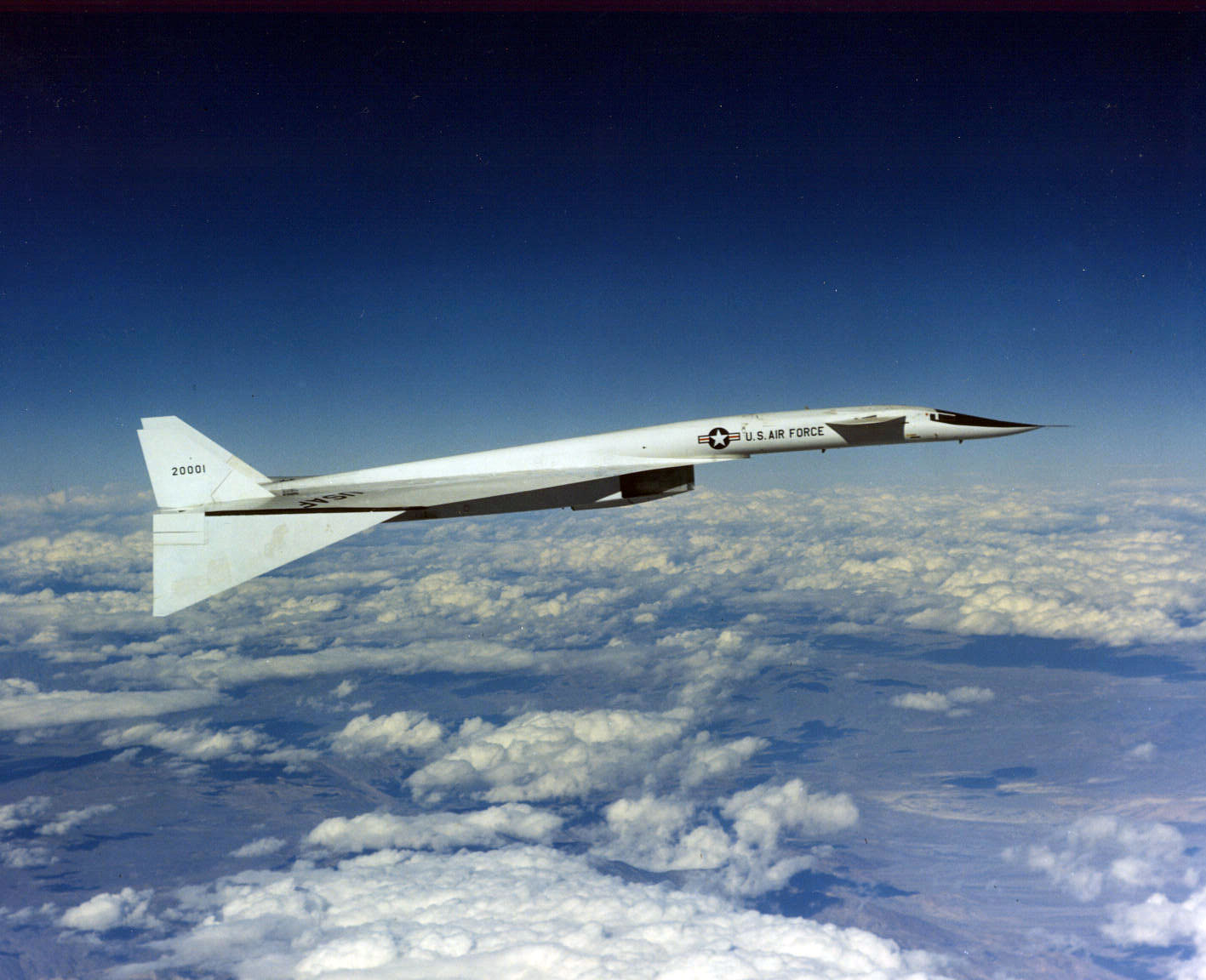
XB-70 mit voll heruntergeklappten Flügelenden

(1) Beide XB-70 waren unbewaffnet: Der Waffenschacht war nur theoretisch für die Bewaffnung mit der geplanten B-70 ausgelegt. Die in Planung befindliche dritte XB-70 wäre möglicherweise in der Lage gewesen, Waffen zu tragen, wurde aber vor der Endmontage im Rohbau gestoppt.
(2) Viele geheime Forschungsprojekte der US Air Force wurden meist auf andere größere Projekte im Haushaltsplan kostenmäßig umgelegt und somit deren Existenz verschleiert. Die hohe ausgewiesene Gesamtsumme (Stand 1969) ist daher kritisch zu hinterfragen.

## Weiterentwicklungen
Aus den Erkenntnissen der Flugerprobung und mit deutlich reduzierten Vorgaben wurde dann die Ausschreibung für einen neu zu entwickelnden Nachfolger B-1 formuliert. In der neuen Ausschreibung wurde die Geschwindigkeit auf maximal Mach 2 und die Anzahl der Triebwerke auf vier reduziert. Der Rumpf sollte runder, ohne scharfe Kanten und große ebene Flächen gestaltet werden. Durch schräge Trennwände in den Triebwerkseinlässen sollte das Radarecho deutlich reduziert werden. Das zukünftige Einsatzprofil wurde in Tiefangriff bzw. Hi-Lo-Hi geändert. Dadurch konnte auf Geschwindigkeiten von Mach 3+ und die Nutzung des Kompressionseffektes verzichtet werden. Die problematischen herunterklappbaren Flächenenden konnten somit einem „normalen“ Schwenkflügel weichen. Dieser ist auch für die Windböen bei einem schnellen Tiefflug besser geeignet. Die Bewaffnung sollte komplett in Waffenschächten im Rumpf mitgeführt werden. Diese Forderung wurde aus dem XB-70-Programm übernommen, denn dadurch werden sowohl der Luftwiderstand als auch das Radarecho beträchtlich reduziert, gleichzeitig die mögliche Geschwindigkeit und Reichweite beträchtlich erhöht.
North American Aviation präsentierte ein Mock-up einer Passagierversion des nur minimal veränderten XB-70-Bombers als MEDEVAC-Flugzeug für das US-Militär und die US-Regierung. Ein weiterer Entwurf war ein Truppentransporter (für Spezialkräfte) mit Klappbugtor, Laderampe und integrierter Hebebühne. Diese Version mit verändertem Rumpf gegenüber der B-70 sollte die in den US-Streitkräften für Transportflugzeuge übliche „C“-Bezeichnung C-70 erhalten.
Nachdem North American von Rockwell übernommen worden war, wurde dieser Nachfolger von North American Rockwell (NAR) entwickelt. Der Bomber B-1 ging unter dem Namen Rockwell B-1 in Produktion, weil sich NAR zwischenzeitlich in Rockwell International umbenannt hatte. 1996 wurde schließlich der Luft- und Raumfahrtsektor von Rockwell International von Boeing übernommen.

## Reaktionen auf die XB-70

### Sowjetischer Abfangjäger MiG-25

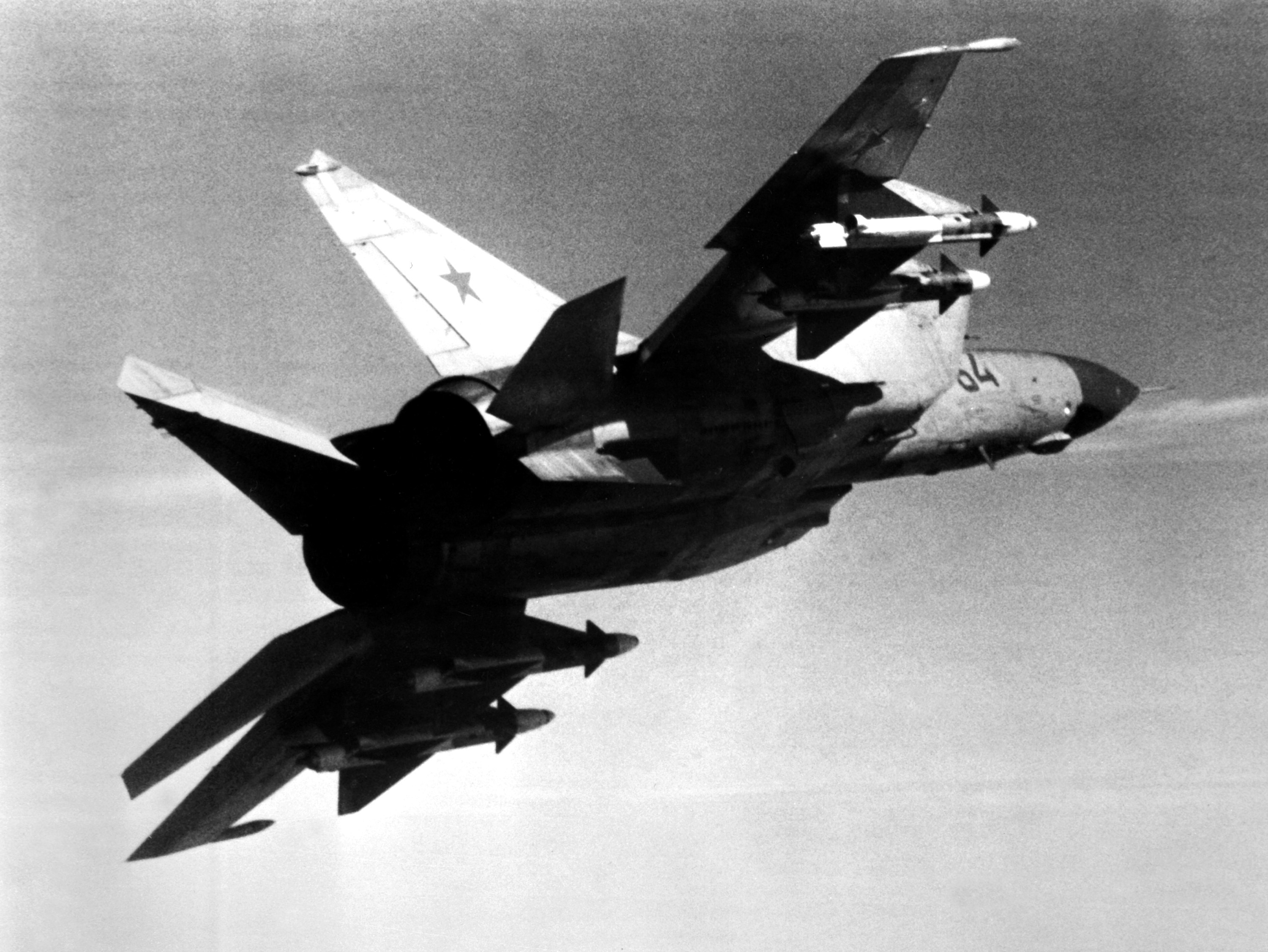
MiG-25 mit Infrarot-Luft-Luft-Raketen Wympel R-40 (AA-6 Acrid)

Mit Bekanntwerden der Entwürfe wurde in der Sowjetunion schnell die Forderung nach einem geeigneten Abfangjäger in der gleichen Geschwindigkeitsklasse laut. Mikojan-Gurewitsch legte den Entwurf für die Mach 3 schnelle MiG-25 vor. Eine Ironie der Geschichte war es, dass die XB-70 nie in Serie gebaut wurde, sehr wohl aber der Abfangjäger, der diese Maschine hätte bekämpfen sollen. Aus der MiG-25 wurde dann später die MiG-31 entwickelt.

### Sowjetische Projekte Mjassischtschew M-56 und Tu-135
Ab 1957 wurden bei Mjassischtschew Studien zu einer M-56 und ab 1958 bei Tupolew an einer Tu-135 erstellt, die Konzept-Varianten des B-70-Projekts aufgriffen. Nach Zusammenlegung beider Projekte wurde der Tu-135-Entwurf Mitte der 1960er Jahre aus technischen und politischen Gründen aufgegeben.

### Sowjetischer Langstreckenbomber Suchoi T-4

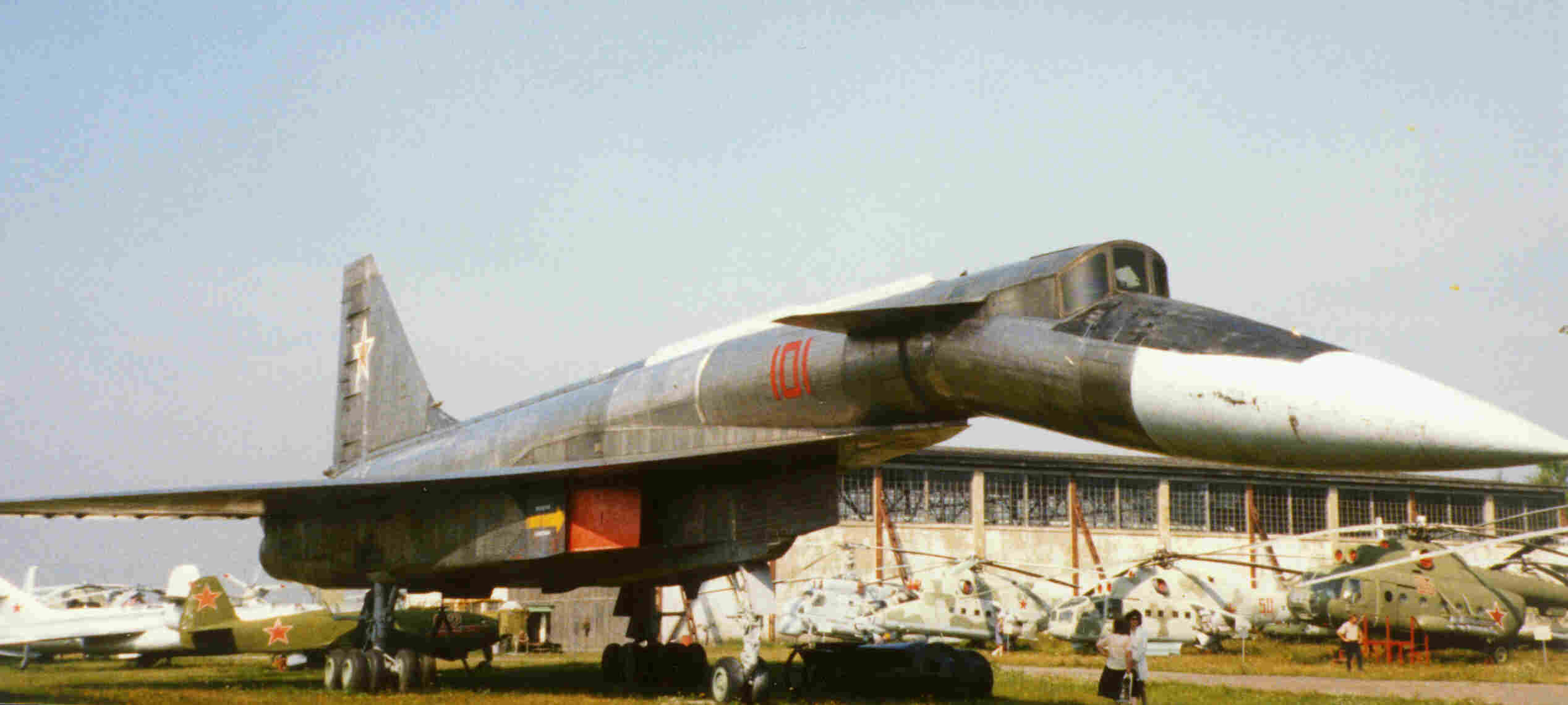
Suchoi T-4

Die Konstruktion der gut 10 Tonnen leichteren Suchoi T-4 war, bis auf die fehlenden abklappbaren Tragflächenenden für den Kompressionseffekt und das einfache Seitenruder, auffallend ähnlich zur XB-70. Die T-4 macht optisch den Eindruck einer verkleinerten XB-70. Ähnlich waren die markanten Lufteinlässe, der Rumpf, das Fahrwerk und die Flügelgeometrie. Das Visier der XB-70, das die Sicht der Piloten bei Rollen, Start und Landung deutlich verbesserte, war bei der T-4 wesentlich einfacher konstruiert, führte aber dazu, dass im Geradeausflug fast keine Sicht nach vorne vorhanden war. Bei der Erprobung der vierstrahligen T-4 wurde eine Geschwindigkeit von etwa Mach 1,3 nicht überschritten. Die damals vorliegende Auslegung wäre etwa für Mach 1,9 ausreichend gewesen, was deutlich unter der XB-70 lag. Der Bau und Unterhalt war jedoch absehbar zu kostenintensiv. Mit den immer leistungsfähigeren Interkontinentalraketen (ICBM) konnte eine wirksame Abschreckung mit deutlich geringeren Kosten realisiert werden. Das ansonsten anspruchsvolle und vielversprechende Projekt T-4 wurde nach nur einer Versuchsmaschine aus Kostengründen eingestellt. Die XB-70 und die T-4 betraten extremes flugtechnisches Neuland und scheiterten beide letztendlich an den damit verbundenen sehr hohen Kosten – wie auch die konzeptionell vergleichbaren zivilen Flugzeuge Tu-144 und Concorde nach ihnen.